# Bảo Bình (chiêm tinh)
Bảo Bình (tiếng Anh: Aquarius, Hy Lạp: Ύδροχόος Hudrokhoös, Latinh: Aquārius, ký hiệu: ♒︎), hay còn gọi là Thủy Bình, là cung hoàng đạo thứ mười một trong vòng tròn Hoàng Đạo, bắt nguồn từ chòm sao Bảo Bình và nằm ở độ thứ 300 đến 330 của kinh độ thiên thể. Biểu tượng của cung này là cậu bé cầm bình rượu/mật. Bảo Bình thuộc nguyên tố Khí (cùng với Thiên Xứng và Song Tử) và là một trong 4 cung Kiên định (cùng với Sư Tử, Kim Ngưu và Thiên Yết).
Chủ tinh của Bảo Bình là Thiên Vương tinh. Đối đỉnh với Sư Tử trong vòng tròn Hoàng Đạo. Từ khóa: Tách rời, nguyên bản "không đụng hàng", tự do, phi truyền thống, cải tổ, nhân đạo, hòa đồng.
Bảo Bình là cung có thuộc tính Nam và chi phối hệ tuần hoàn, cẳng chân và mắt cá chân trên cơ thể.

## Thần thoại
Trong nhiều nền văn hoá cổ đại, kể cả Babylon, Ai Cập và Hy Lạp, có một vị thần tên "Thần mang nước" hay "Thần đổ nước". Nước đã cưu mang và duy trì sự sống, do đó quyền lực làm cho nước đổ xuống từ thiên đường nằm trong số quyền năng được con người cổ đại tôn kính nhất. Theo thần thoại Hy Lạp thì Zeus là "Thần mang nước". Trong cương vị vua của các vị thần, một trong những nhiệm vụ quan trọng nhất của ông là tạo ra bão. Chòm sao Bảo Bình là biểu tượng cho "Thần mang nước Zeus".
Một thần thoại khác lại nói đến Deucalion, người sống sót duy nhất trong trận Đại hồng thủy và "Thời đại đồ sắt" trong thần thoại Hy Lạp. Ở thời đại này con người cũng tàn bạo như thú dữ giết chóc lẫn nhau, bất kể cha con. Lời giáo huấn của thần thánh không có giá trị gì với họ. Thất vọng, Zeus đã tạo ra trận lụt lớn trên Trái Đất, giết chết mọi người trừ Deucalion và vợ Pyrrha (Trong chuyến thăm Trái Đất cuối cùng, Zeus thấy cặp vợ chồng này dù sống trong túp lều đơn sơ không có đủ thức ăn, vật dụng nhưng vẫn cung cấp đầy đủ thức ăn chỗ ở cho mình nên ông mới cho họ sống qua trận lụt) đồng thời giúp họ tạo ra chủng tộc người mới mạnh hơn và có đạo đức. Deucalion chính là "Thần mang nước" được đặc trưng bởi chòm sao Bảo Bình, hiện nay gọi là cung Bảo Bình.
Cũng có một vài truyền thuyết khác. Các vị thần mở tiệc trong ngôi đền Olympian, và uống rượu của Thần rượu nho Dionysus. Con gái của Zeus và Hera, Hebe, được giao nhiệm vụ rót rượu cho các vị thần. Vẻ đẹp của Hebe nức tiếng gần xa, và nàng đã đến tuổi thành hôn, cũng vì thế mà nhanh chóng kết hôn cùng Anh hùng Heracles - con trai của thần Zeus. Do đó nàng không thể tiếp tục đảm nhiệm công việc rót rượu. Thần Zeus phải tìm kiếm người thay thế phù hợp. Một ngày kia, thần Zeus xuống trần gian, phát hiện một thiếu niên chăn dê, đó chính là Hoàng tử Ganymede của thành Troy. Say lòng trước vẻ đẹp của chàng, Zeus bèn hóa thân thành chim đại bàng (Sau này chính là chòm sao Thiên Ưng) và quắp lấy cậu và bay đi. Người thiếu niên đó sau này đổi tên thành Carney Maidstone, là người chăn dê của cung đình. Thần Zeus ban cho chàng vẻ đẹp thanh xuân vĩnh cửu, nhưng phải đảm nhiệm việc rót rượu cả đời. Chàng thiếu niên cho rằng đó là một niềm vinh hạnh lớn lao, cảm động Zeus một cách sâu sắc. Biết chuyện, nữ thần Hera nổi cơn thịnh nộ. Zeus bèn đưa chàng lên trời thành chòm sao Bảo Bình, lúc nào cũng hướng về chòm sao Bảo Bình mỉm cười rót rượu.